# Sonnino
Sonnino és un comune (municipi) de la província de Latina, a la regió italiana del Laci.
Sonnino limita amb els municipis d'Amaseno, Monte San Biagio, Pontinia, Priverno, Roccasecca dei Volsci i Terracina.
A 1 de gener de 2019 tenia 7.558 habitants.

## Història
Originari dels principis de l'edat mitjana (el nom potser deriva del llatí sommum, que significa "superior"), Sonnino s'esmenta per primera vegada en una butlla papal del 999. Va ser una possessió dels De Sompnino i va ser adquirit per Honrat I Caetani el 1369. El castell va ser habitat pels Caetani d'Aragona fins que el 1469 el van vendre a la família Colonna, i més tard va pertànyer a les famílies Antonelli i Talani.
El juliol del 1819, el cardenal Ercole Consalvi, secretari d'Estat al Vaticà, va ordenar que Sonnino fos derruït, ja que s'havia convertit en un refugi dels bandolers a la Campagna di Roma.

## Ciutats agermanades
- Eysines, França, des de 1997
- Kanal ob Soči, Eslovènia, des del 2003
- Binasco, Itàlia, des del 2009